# Матчи женской сборной России по волейболу 1995
В 1995 году женская сборная России по волейболу приняла участие в двух официальных соревнованиях, проводимых под эгидой ФИВБ и ЕКВ.

## Турниры и матчи

### Гран-при
| 18 августа. Белу-Оризонти (Бразилия). Россия — Южная Корея 1:3 (9:15, 9:15, 15:9, 11:15). Предварительный этап. 1-й тур. Группа «В» |
| --- |

Россия: ???.

Южная Корея: ???
| 19 августа. Белу-Оризонти (Бразилия). Россия — Германия 3:0 (15:5, 15:6, 15:4). Предварительный этап. 1-й тур. Группа «А» |
| --- |

Россия: ???.

Германия: ???
| 20 августа. Белу-Оризонти (Бразилия). Россия — Бразилия 3:2 (15:11, 7:15, 4:15, 15:9, 18:16). Предварительный этап. 1-й тур. Группа «А» |
| --- |

Россия: ???.

Бразилия: ???
| 25 августа. Джакарта (Индонезия). Россия — Куба 0:3 (12:15, 9:15, 3:15). Предварительный этап. 2-й тур. Группа «D» |
| --- |

Россия: ???.

Куба: ???
| 26 августа. Джакарта (Индонезия). Россия — Китай 3:2 (7:15, 15:5, 13:15, 15:8, 15:12). Предварительный этап. 2-й тур. Группа «D» |
| --- |

Россия: ???.

Китай: ???
| 27 августа. Джакарта (Индонезия). Россия — Южная Корея 3:1 (15:7, 9:15, 15:13, 17:16). Предварительный этап. 2-й тур. Группа «D» |
| --- |

Россия: ???.

Южная Корея: ???
| 1 сентября. Токио (Япония). Россия — Япония 1:3 (8:15, 12:15, 16:14, 10:15). Предварительный этап. 3-й тур. Группа «Е» |
| --- |

Россия: ???.

Япония: ???
| 2 сентября. Токио (Япония). Россия — США 2:3 (13:15, 15:11, 6:15, 15:11, 13:15). Предварительный этап. 3-й тур. Группа «Е» |
| --- |

Россия: ???.

США: ???
| 3 сентября. Токио (Япония). Россия — Южная Корея 3:2 (15:11, 10:15, 4:15, 15:12, 15:11). Предварительный этап. 3-й тур. Группа «Е» |
| --- |

Россия: ???.

Южная Корея: ???
| 8 сентября. Хамамацу (Япония). Россия — Куба 2:3 (15:7, 11:15, 4:15, 15:2, 11:15). Предварительный этап. 4-й тур. Группа «G» |
| --- |

Россия: ???.

Куба: ???
| 9 сентября. Хамамацу (Япония). Россия — Япония 1:3 (15:4, 10:15, 8:15, 4:15). Предварительный этап. 4-й тур. Группа «G» |
| --- |

Россия: ???.

Япония: ???
| 10 сентября. Хамамацу (Япония). Россия — Бразилия 1:3 (16:14, 5:15, 7:15, 7:15). Предварительный этап. 4-й тур. Группа «G» |
| --- |

Россия: ???.

Бразилия: ???
Сборная России второй год подряд не попала в число финалистов розыгрыша Гран-при, заняв на предварительном этапе только 6-е место.

### Чемпионат Европы
| 23 сентября. Гронинген (Нидерланды). Россия — Латвия 3:0 (15:5, 15:4, 15:1). Предварительный этап. Группа «А» |
| --- |

Россия: ???.

Латвия: ???
| 24 сентября. Гронинген (Нидерланды). Россия — Польша 3:0 (15:12, 15:7, 15:10). Предварительный этап. Группа «А» |
| --- |

Россия: ???.

Польша: ???
| 25 сентября. Гронинген (Нидерланды). Россия — Германия 3:0 (15:5, 15:4, 15:5). Предварительный этап. Группа «А» |
| --- |

Россия: ???.

Германия: ???
| 27 сентября. Гронинген (Нидерланды). Россия — Беларусь 3:0 (15:12, 15:7, 15:12). Предварительный этап. Группа «А» |
| --- |

Россия: ???.

Беларусь: ???
| 28 сентября. Гронинген (Нидерланды). Россия — Украина 3:0 (17:15, 15:12, 15:10). Предварительный этап. Группа «А» |
| --- |

Россия: ???.

Украина: ???
| 30 сентября. Арнем (Нидерланды). Россия — Нидерланды 1:3 (7:15, 7:15, 15:12, 7:15). Полуфинал |
| --------------------------------------------------------------------------------------------- |

Россия: ???.

Нидерланды: ???
| 1 октября. Арнем (Нидерланды). Россия — Германия 3:0 (15:6, 15:2, 15:10). Матч за 3-е место |
| ------------------------------------------------------------------------------------------- |

Россия: ???.

Германия: ???
Обыграв всухую всех своих соперников по предварительному этапу, сборная России в полуфинале неожиданно уступила хозяйкам первенства — сборной Нидерландов. Уверенная победа в матче за 3-е место над немецкими волейболистками лишь частично скрасила в целом неудачный исход чемпионата для российской команды.

## Итоги
Всего на счету сборной России в 1995 году 19 официальных матчей. Из них выиграно 11, проиграно 8. Соотношение партий 42:31. Соперниками россиянок в этих матчах были национальные сборные 12 стран.
| Турнир           | И  | В | П | С/О   | Место |
| ---------------- | -- | - | - | ----- | ----- |
| Гран-при         | 12 | 5 | 7 | 23:28 | 6-е   |
| Чемпионат Европы | 7  | 6 | 1 | 19:3  | 3-е   |

## Состав
| №  | Игрок                | Год рождения | Амплуа      | Клуб       | Турниры и игры | Турниры и игры | Всего матчей |
| №  | Игрок                | Год рождения | Амплуа      | Клуб       | ГП             | ЧЕ             | Всего матчей |
| -- | -------------------- | ------------ | ----------- | ---------- | -------------- | -------------- | ------------ |
| 1  | Валентина Огиенко    | 1965         | центральная | «Уралочка» | ?              | ?              |              |
| 2  | Наталья Морозова     | 1973         | центральная | «Уралочка» | ?              | ?              |              |
| 4  | Елена Батухтина      | 1971         | нападающая  | «Уралочка» | ?              | ?              |              |
| 6  | Елена Година         | 1977         | нападающая  | «Уралочка» | ?              | ?              |              |
| 7  | Татьяна Меньшова     | 1970         | нападающая  | «Уралочка» | ?              | ?              |              |
| 8  | Евгения Артамонова   | 1975         | нападающая  | «Уралочка» | ?              | ?              |              |
| 9  | Елизавета Тищенко    | 1975         | центральная | «Уралочка» | ?              | ?              |              |
| 10 | Мария Лихтенштейн    | 1976         | связующая   | «Уралочка» | ?              | ?              |              |
| 11 | Юлия Тимонова        | 1973         | нападающая  | «Уралочка» | ?              | ?              |              |
| 12 | Татьяна Грачёва      | 1973         | связующая   | «Уралочка» | ?              | ?              |              |
| 13 | Светлана Василевская | 1971         | связующая   | «Уралочка» | ?              |                |              |
| 14 | Александра Сорокина  | 1976         | нападающая  | «Уралочка» |                | ?              |              |
| 15 | Инесса Емельянова    | 1975         | центральная | «Уралочка» | ?              | ?              |              |

- Главный тренер — Николай Карполь.
- Тренер — Михаил Омельченко.

## Другие турниры
Сборная России приняла участие в традиционном международном турнире BVC Volley Cup в Монтрё (Швейцария) и заняла в нём 4-е место. Турнир прошёл с 13 по 18 июня. Результаты сборной России:
Групповой этап — Япония 2:3, Италия 3:0, Куба 3:-.
Полуфинал — Бразилия 2:3. Матч за 3-е место — США 2:3.